# Blockhead
Blockhead (Блокхэд или Блокхед; настоящее имя — Энтони Саймон) — американский хип-хоп-продюсер. Наиболее известен продюсированием записей рэпера Aesop Rock; также сотрудничал с C-Rayz Walz, iCON the Mic King, Mac Lethal, S.A. Smash, Slug, MURS и Cage. Параллельно выпустил несколько сольных инструментальных альбомов, преимущественно на лейбле Ninja Tune.

## Дискография

### Производство
- Производство Aesop Rock:
  - Appleseed (полу-релиз Aesop Rock, 1999 год)
  - Float (Mush Records, Август 2000 года)
  - Labor Days (Definitive Jux, 18 сентября, 2001 года)
  - Daylight EP (Definitive Jux, 5 февраля, 2002 года)
  - Bazooka Tooth (Definitive Jux, 23 сентября, 2003)
  - Aesop Rock Instrumentals 12" (Ninja Tune, 24 марта, 2004 года)
  - Fast Cars, Danger, Fire and Knives (Definitive Jux, 14 июня, 2005 года)
  - None Shall Pass (Definitive Jux, 28 августа, 2007 года)

### Сольные альбомы
- 2004 — Music by Cavelights
- 2005 — Downtown Science
- 2007 — Uncle Tony’s Coloring Book
- 2009 — The Music Scene
- 2012 —  Interludes After Midnight
- 2014 — Bells and Whistles
- 2017 — The Art of the Sample
- 2017 — Funeral Ballons

### Синглы, EPs
- Piss Pot (Ninja Tune, 2003)
- Sunday Seance/Jet Son (Ninja Tune, Октябрь 2004 года)
- Expiration Date (Ninja Tune, 18 октября, 2005 года)
- Alright (Ninja Tune, Апрель 2006 года)

## Неофициальные
- Blockhead’s Broke Beats (Mush Records, 25 сентября, 2001 года)
- The Block Is Hot (2004 год)
- Block In The Box (18 октября, 2005 года)
- The Block Is Hot Pt. 2 (Ninja Tune, 2005 год)
- Peanuts In Your Mouth (no label, self-released tour cd, 2007 год)